# Noël Roquevert

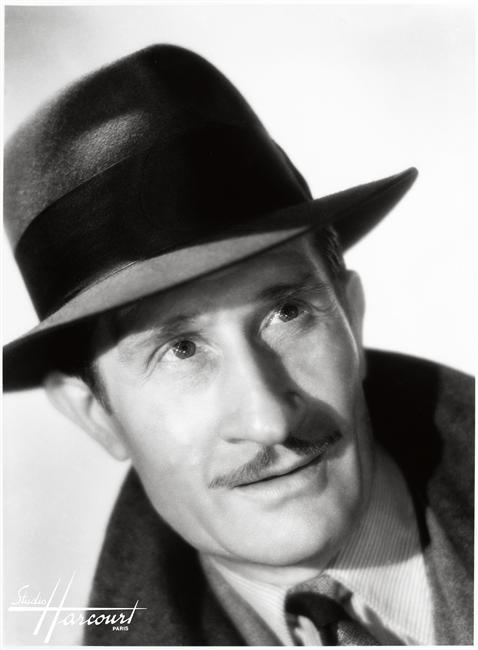
Noël Roquevert (1944)

Noël Roquevert (* 18. Dezember 1892 in Doué-la-Fontaine, Frankreich; † 6. November 1973 in Douarnenez) war ein französischer Schauspieler, der in 180 Film- und Fernsehproduktionen auftrat.

## Wirken
Noël Roquevert spielte normalerweise Nebenrollen, allerdings meist Respektspersonen. In Fanfan, der Husar, in dem er unter der Regie von Christian-Jaque den herrischen Vorgesetzten (Maréchal) des Protagonisten darstellte, lieferte er sich ein spektakuläres Fechtduell mit dem Hauptdarsteller Gérard Philipe, das zu den Höhepunkten des Films zählt. In Zum Nachtisch blaue Bohnen (1963) unter der Regie von Bernard Borderie ist er General Walker, der etwas trottelige Vorgesetzte von Lemmy Caution (Eddie Constantine), den er immer wieder zur Ordnung ruft und über dessen Missgeschicke er sich schließlich offen amüsiert. Mit über 70 Jahren spielte er noch unter der Regie von Gilles Grangier für eine deutsch-französische Fernsehserie Ludovic Lesly, den hochrangigen alten Haudegen der Schottischen Garde und Onkel des Titelhelden Quentin Durward.

## Filmografie (Auswahl)
- 1935: Die Liebesgasse von Marokko (La Bandéra)
- 1941: Der letzte Trumpf (Dernier atout)
- 1942: Symphonie der Liebe (La Symphonie fantastique)
- 1942: Der Mörder wohnt Nr. 21 (L’assassin habite au 21)
- 1942: Das unheimliche Haus (Les Inconnus dans la maison)
- 1943: Die Teufelshand (La Main du diable)
- 1943: Der Rabe (Le Corbeau)
- 1943: Das leichte Leben (La Vie de plaisir)
- 1946: Letzte Zuflucht (Dernier refuge)
- 1947: Zwei in Paris (Antoine et Antoinette)
- 1948: Ritter seines Königs (Du Guesclin)
- 1950: Der galante Abenteurer (Méfiez-vous des blondes)
- 1950: Schwurgericht (Justice est faite)
- 1952: Fanfan, der Husar (Fanfan la Tulipe)
- 1952: Sie und Er (Elle et moi)
- 1953: Der Graf von Monte Christo (Le comte de Monte Christo: Edmond Dantes)
- 1953: Engel der Halbstarken (Maternité clandestine)
- 1953: Gefährtinnen der Nacht (Les Compagnes de la nuit)
- 1953: Im Schlafsaal der großen Mädchen (Dortoir des grandes)
- 1954: Madame Dubarry (Madame Du Barry)
- 1954: Whisky, Dynamit und Teufelsweiber (La Soupe à la grimace)
- 1954: Der Hammel mit den fünf Beinen (Le Mouton à cinq pattes)
- 1955: Frauen in Erpresserhänden (Chantage)
- 1955: Napoleon (Napoléon)
- 1955: Die schwarze Akte (Le Dossier noir)
- 1955: Die Teuflischen (Les Diaboliques)
- 1956: Der Mann, der die Millionen fand (Toute la ville accuse)
- 1956: Fernand Cowboy
- 1956: Für Männer verboten (Club de femmes)
- 1958: Der unfreiwillige Raketenflieger (A pied, à cheval et en spoutnik)
- 1958: Gesetz ist Gesetz (Loi, c’est la loi)
- 1958: Komm mit, Kleiner (Suivez-moi, jeune homme)
- 1958: Mal diese – mal jene (Faibles femmes)
- 1958: Partner des Teufels (La Moucharde)
- 1959: Der Gendarm von Champignol (Le Gendarme de Champignol)
- 1959: Wollen Sie mit mir tanzen? (Voulez-vous danser avec moi?)
- 1959: Marie-Octobre
- 1962: Cartouche, der Bandit (Cartouche)
- 1962: Ein Affe im Winter (Un singe en hiver)
- 1962: Hübscher als die Polizei erlaubt (Comment réussir en amour)
- 1962: Der Teufel und die Zehn Gebote (Le Diable et les Dix Commandements)
- 1963: Zum Nachtisch blaue Bohnen (À toi de faire… mignonne)
- 1963: Das übersinnliche Landhaus (Une chaumière et un meurtre)
- 1963: Verrückte Seefahrt (Mare matto)
- 1964: Mordrezepte der Barbouzes (Les Barbouzes)
- 1964: Der unheimliche Mörder (Sursis pour un espion)
- 1965: Angélique, 2. Teil (Merveilleuse Angélique)
- 1965: Sie werden lästig, mein Herr (Le Majordome)
- 1965: Diamantenbillard (Un milliard dans un billard)
- 1966: Scharfe Kurven für Madame (Le Grand Restaurant)
- 1966: Blüten, Gauner und die Nacht von Nizza (Le Jardinier d’Argenteuil)
- 1969: Charleys Tante nackt (The Sexy Dozen)
- 1969: Die Familienschande (La Honte de famille)
- 1971: Quentin Durward (Fernsehserie)